# 2015年ザシャチコ炭鉱爆発事故
2015年ザシャチコ炭鉱爆発事故（2015ねんザシャチコたんこうばくはつじこ、ウクライナ語: Аварія на шахті імені Засядька）は、2015年3月4日早朝、ウクライナ東部ドネツィク州のザシャチコ炭鉱（uk:Шахта імені О. Ф. Засядька）で発生した鉱山災害である。
この炭鉱では2007年11月18日にも大きな事故が発生し、101人の死者が出ている。